# SN 1968S
SN 1968S – niepotwierdzona supernowa odkryta 28 września 1968 roku w galaktyce A214448+0305. W momencie odkrycia miała maksymalną jasność 16,50m.